# Bénouville (Senna Marittima)
Bénouville è un comune francese di 137 abitanti situato nel dipartimento della Senna Marittima nella regione della Normandia.

## Società

### Evoluzione demografica
Abitanti censiti